# 허율 (축구 선수)
허율(許律, 2001년 4월 12일~)는 대한민국의 축구 선수로, 포지션은 센터포워드, 센터백, 수비형 미드필더다. 현재 K리그1 울산 HD 소속이다.